# Yersin (navire océanographique)
Pour les articles homonymes, voir Yersin.
Le Yersin est le yacht d'exploration utilisé par la principauté de Monaco comme navire océanographique et fut lancé officiellement le 20 juin 2015.

## Histoire
François Fiat, ex-P-DG de Leader Price et gendre du fondateur de Franprix est le concepteur et propriétaire du navire construit dans le chantier naval Piriou de Concarneau. Le contrat de construction du Yersin a été signé le 10 mai 2012 par les deux parties pour être livré le 10 mai 2015.  
Avec une structure en aluminium et en acier renforcé, c’est un navire d’exploration destiné aux régions polaires. 
Ce yacht scientifique a été nommé en hommage au médecin Alexandre Yersin (1863-1943), qui exerçait aux Messageries maritimes et découvrit le bacille de la peste, le 20 juin 1894, d’où la symbolique de la date de lancement officielle du navire océanographique. Loué à la principauté de Monaco par son propriétaire, le bateau a quitté le port Hercule de Monaco le 27 juillet 2017 à 22 h.30 pour son périple autour du monde de trois ans. La marraine du navire, la princesse Charlène, a offert ce soir-là, lors de la réception et de la bénédiction organisées à bord, un dessin représentant sainte Dévote, une œuvre de Cyril de La Patellière.
Après 120 ans sans opération, la principauté renoue avec les explorations scientifiques . À la fois yacht et navire scientifique, le M/V Yersin  a été présenté le lundi 22 juin à l’ensemble des membres du « Cluster Yachting Monaco » .
En mai 2020, il est à quai à Bordeaux, aux bassins à flot, pour une révision confiée à la société CLYD Yacht Design (basée à Arcachon), spécialisée dans la maîtrise d’œuvre et la gestion de chantier de refit et dirigée par l'architecte naval Exequiel CANO LANZA .
En février 2022, le navire est mis en vente pour 59 millions d'euros .

## Caractéristiques
- Type de navire :  Navire océanographique
- Chantier naval : Piriou, Concarneau
- Lancement du chantier : 10 mai 2012
- Livraison du navire : 10 mai 2015
- Statut : en service
- Équipage permanent : 22
- Équipage scientifique : 18
- Longueur : 76,60 m
- Largeur : 13 m
- Tirant d’eau : 4,4 m
- Tonnage : 2 246 UMS
- Propulsion : électrique (6 groupes électrogènes)
- Puissance : 2 ASD (azimut stern drive) Schottel de 1 500 KW
- Vitesse : 15 nœuds
- Type de coque : C134 (coque renforcée ICE IC)
- Générateurs : 4 × 1 000 kVA + 2 × 500 kVA
- 1 pump-jet : 600 kW
- Tank fuel ou réserve à carburant: 350 000 l
- Tank fresh water ou réserve d’eau douce : 50 000 l
- Embarcation annexe :
  - 1 annexe habitable de 11 m
  - 2 semi-rigides de 7,5 m
  - 1 barge en aluminum pour les débarquements